# Theopompos (Sparta)
Theopompos (grekiska Θεόπομπος, latin Theopompus) var en forntida kung i Sparta, under vars regering det första messeniska kriget (traditionellt 743–724 f.Kr.) inträffade.